# Janseodes pallescens
Janseodes pallescens är en fjärilsart som beskrevs av Saalmüller 1891. Janseodes pallescens ingår i släktet Janseodes och familjen nattflyn. Inga underarter finns listade i Catalogue of Life.